# Consiglio di Stato (Francia)

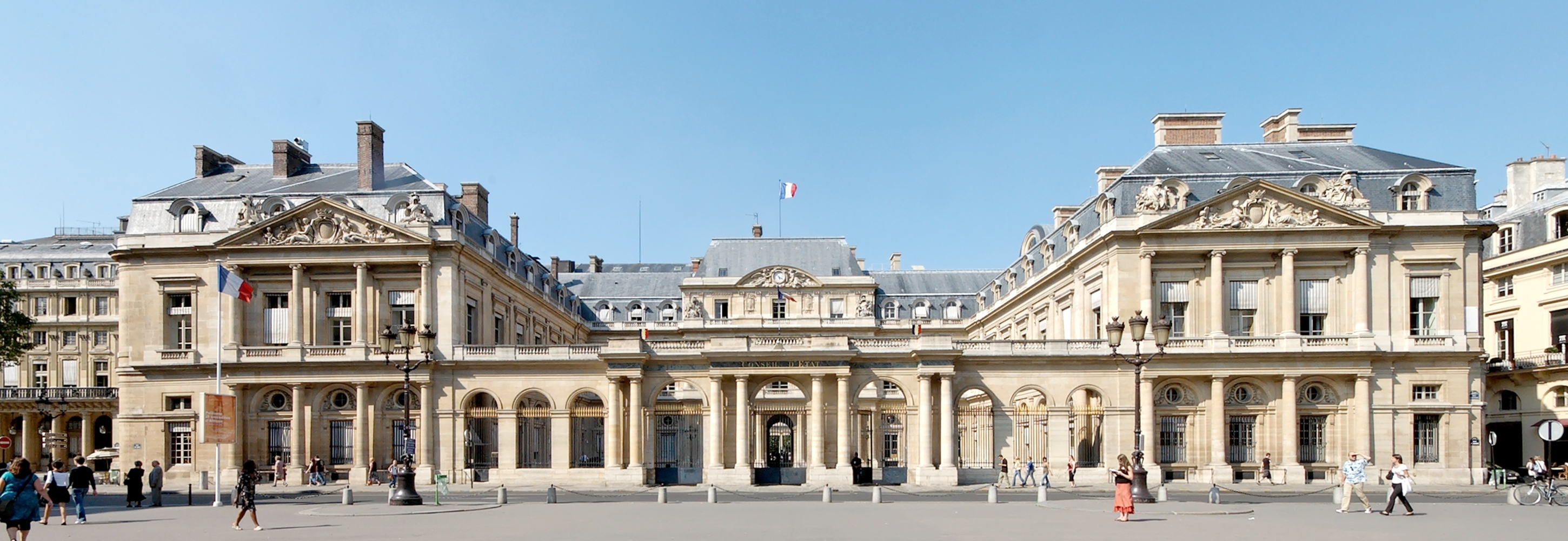
Il Palais-Royal a Parigi, sede del Consiglio di Stato e del Consiglio costituzionale

Nell'ordinamento amministrativo della Francia, il Consiglio di Stato (in francese: Conseil d'État) è un organo con funzioni consultive e giurisdizionali.
Nel primo ordine di competenze, di carattere amministrativo, fornisce consulenza al governo in materie giuridiche e amministrative. Si noti che la Costituzione francese obbliga il Governo a consultare il Consiglio di Stato per un certo numero di atti, soprattutto i progetti di legge.
Dal punto di vista giurisdizionale, il Conseil d'État è la più alta istanza della giurisdizione amministrativa, ossia è il giudice di ultimo grado per i ricorsi mossi contro le decisioni prese da un'autorità pubblica. Infatti, come in Italia, la giurisdizione amministrativa francese è separata da quella ordinaria e incombe su di un diverso ordine di tribunali.
Ha sede a Parigi, al Palais-Royal. È presieduto di diritto dal Primo ministro, mentre il vicepresidente (che presiede di fatto il Consiglio) ha il rango di primo funzionario dello Stato: con questo titolo, presenta al Presidente della Repubblica i desideri dell'insieme dei corpi costituiti, parlando a nome della funzione pubblica, della magistratura, delle imprese pubbliche, eccetera.

## Funzioni

### Funzione consultiva
Il Consiglio di Stato è, prima di tutto, consigliere del Governo francese. Esamina i progetti di legge e di ordinanza, prima che questi vengano sottoposti al Consiglio dei ministri, così come i progetti di decreto che la legge qualifica come «Décret en Conseil d'État». Il Consiglio di Stato formula un parere sulla regolarità giuridica dei testi, sulla loro forma e sulla loro opportunità amministrativa. Questo parere può proporre un testo modificato, o una nota di rifiuto. Le sedute si tengono a porte chiuse e il parere viene trasmesso al governo, che è libero di farlo pubblicare o no. La Costituzione francese rende la consultazione obbligatoria, anche se il Governo può non tenere conto del parere formulato dal Consiglio di Stato. Il Governo deve presentare al parlamento il testo del progetto di legge sottoposto al Consiglio di Stato o la versione del testo modificata dal Consiglio stesso. In nessun caso può essere sottoposta al parlamento una versione elaborata dopo il parere del Consiglio di Stato, e che non gli sia stata sottoposta. Nel 2003, il Consiglio costituzionale ha sanzionato il non rispetto di questa regola invalidando parzialmente una legge (Legge sull'elezione dei consiglieri regionali e dei rappresentanti al Parlamento europeo, come anche sull'aiuto pubblico ai partiti politici 2003-468 DC).
Il Consiglio può anche essere consultato liberamente dal Governo su tutte le questioni o difficoltà di ordine giuridico o amministrativo. Indica al Governo quali sono, tra i progetti di testi comunitari, quelli che riguardano questioni legislative e devono, di conseguenza essere trasmessi al parlamento.
Il Consiglio di Stato indirizza ogni anno al Presidente della Repubblica un rapporto pubblico, che spiega in particolare le riforme d'ordine legislativo, regolamentare o amministrativo, che propone al governo.
Nel 1991, il rapporto annuale del Conseil d'État, scritto da Françoise Chandernagor, aveva messo in rilievo l'incertezza giuridica, dovuta alla complessità delle leggi e alla proliferazione legislativa.

### Funzione giurisdizionale
Il Consiglio di Stato è il livello supremo della giurisdizione amministrativa, che giudica i ricorsi contro le autorità pubbliche. 
È il giudice della cassazione (giudice del rispetto del diritto da parte delle giurisdizioni inferiori) delle decisioni giurisdizionali rese dalle altre giurisdizioni amministrative, che statuisce in ultima istanza e che si occupa delle giurisdizioni di diritto comune (la cour administrative d'appel e il tribunal administratif) o delle giurisdizioni speciali (quali la Cour des comptes) o le sezioni disciplinari dei Consigli Nazionali degli ordini professionali). Giudica in prima e ultima istanza i ricorsi per eccesso di potere diretti contro i decreti e gli atti degli organismi collegiali con competenza nazionale e il contenzioso delle elezioni regionali e dell'elezione dei rappresentanti francesi al Parlamento europeo. Inoltre, è competente in appello per il contenzioso delle elezioni municipali e cantonali e in ordine ad alcune procedure d'urgenza.

## Storia
Si può far risalire l'origine del Consiglio di Stato a delle formazioni che, a partire dal XIII secolo e sotto nomi diversi, tra i quali anche Conseil d'Etat o maître des requêtes, sempre utilizzati, risalgono all'Ancien Régime. I re che detenevano il potere giudiziario e giudicavano in ultima istanza (è rimasta l'immagine di Luigi IX che amministra la giustizia sotto la quercia di Vincennes), dopo il Medioevo l'hanno fatta amministrare dai tribunali, denominati parlamenti (parlements). Si parla di giustizia delegata (ai parlamenti). Tuttavia, se i parlamenti decidevano in ultima istanza sulle liti tra i soggetti del regno, come dei procedimenti contro di essi, i re hanno continuato a decidere personalmente allorché erano contestati atti della loro amministrazione. Si parla allora di giustizia ritenuta – justice retenue (dal sovrano). I giuristi (légistes) assistevano il re, sia per la formulazione delle leggi, sia per l'esercizio della giurisdizione ritenuta.
La Rivoluzione francese conserva il principio della giustizia ritenuta per il contenzioso amministrativo. La legge del 16-24 agosto 1790 relativa all'organizzazione giudiziaria formula il principio della sottrazione del contenzioso amministrativo alla giurisdizione dei tribunali ordinari (detti giudiziari – judiciaries):
«:Le funzioni giudiziarie sono distinte e devono rimanere sempre separate dalle funzioni amministrative. I giudici non potranno, a pena di prevaricazione, turbare, in qualunque modo, le attività degli organi amministrativi, né convenire in giudizio davanti a loro gli amministratori per motivi concernenti le loro funzioni» (legge 16-24 agosto 1790, titolo 2, articolo 13).
Il decreto del 16 fruttidoro anno III conferma il principio della separazione affermando, in un unico articolo, che « È fatto assoluto divieto ai tribunali di giudicare sugli atti di amministrazione, di qualunque specie siano, con le pene di legge».
Tuttavia, è sotto il Consolato che fu istituita una vera e propria giustizia amministrativa, posto che, durante tutto il periodo rivoluzionario, gli atti di amministrazione potevano essere contestati solamente davanti alla stessa amministrazione.
L'attuale ‘Conseil d'État' è stato istituito dalla costituzione del 22 frimaio dell'anno VIII (13 dicembre 1799), quella del Consolato:
«Sotto la direzione dei consoli, un Conseil d'État è incaricato di redigere i progetti di legge e i regolamenti della pubblica amministrazione e di risolvere le vertenze che sorgono in materia amministrativa» (Costituzione del 22 frimaio dell'anno VIII, articolo 52).
Il Conseil d'État dell'anno VIII è incaricato di preparare i progetti di legge e di assistere il Capo dello Stato nei giudizi del contenzioso amministrativo.
Il Consiglio compariva in più articoli della Costituzione e i suoi membri, nominati dal Primo Console, godevano di una posizione elevata. I gradi sono quelli di oggi: uditore, maître des requêtes e Consigliere di Stato. Alcuni membri del Conseil d'État presentavano e difendevano i progetti del governo davanti ai Corpi legislativi e beneficiavano delle medesime immunità dei parlamentari: i procedimenti nei loro confronti dovevano essere autorizzati dal Consiglio. Con Napoleone Bonaparte il Consiglio ebbe una posizione importante durante il Consolato e l'Impero, assumendo in particolare un ruolo chiave nella redazione del Codice civile francese.
Nel contenzioso amministrativo il Consiglio aveva all'epoca solamente un ruolo consultivo, rimanendo il sistema della giustizia ritenuta per cui il potere di decidere era attribuito al Capo dello Stato. Di fatto, quest'ultimo seguiva quasi sempre il parere del Consiglio (e così fecero anche i suoi successori), tanto più facilmente perché il Consiglio mostrava di non apprezzare le decisioni dell'amministrazione prese per motivi «politici».
La Restaurazione guarda questa istituzione napoleonica con diffidenza. Il Consiglio, non più menzionato nella Carta del 1814 (che sostituisce la costituzione), è conservato ma i suoi pareri sono meno richiesti e la sua attività si svolge prevalentemente nel contenzioso. Il Consiglio trova nuovo lustro sotto la Monarchia di luglio e la Seconda Repubblica che nel 1849 pone fine alla giustizia ritenuta. Il Consiglio riceve la giustizia delegata. Nella funzione contenziosa non fornisce più pareri, certamente in genere seguiti, ma pronuncia «in nome del popolo francese» decisioni esecutive, come quelle dei tribunali dell'ordine giudiziario.
Nello stesso tempo venne creata la funzione dei Commissari del governo. Napoleone III tornò al sistema della giustizia ritenuta nel 1852, attribuendo tuttavia, come suo zio, un grande ruolo al Consiglio.
La Terza Repubblica, con la legge del 24 maggio 1872 sull'organizzazione del Consiglio di Stato, restituisce al Consiglio la giustizia delegata. Viene istituita la funzione di Vicepresidente del Consiglio di Stato. Il Consiglio s'insedia al Palais-Royal, nella sua attuale sede, nel 1875. Il palais d'Orsay, che precedentemente occupava, era stato incendiato durante la Comune di Parigi. Nello stesso anno 1875, con un provvedimento del Principe Napoleone (Conseil d'État, 19 febbraio 1875), il Consiglio abbandona la sua dottrina secondo cui doveva astenersi dal giudicare decisioni del governo prese per motivi d'interesse politico.
Dopo un periodo bellico in cui si segnalò per la resistenza al regime di Vichy (ma per lo più a partire dal 1942)  i consiglieri di Stato, dal 1945, saranno per la maggior parte usciti dalla Scuola Nazionale di amministrazione di nuova creazione. Nel 1953 furono creati i tribunali amministrativi derivati dai consigli interdipartimentali di prefettura. Questi tribunali formano un primo grado di giurisdizione e il Consiglio di Stato interverrà nella maggior parte degli affari come giudice d'appello.
Nel 1958, il Consiglio partecipa alla redazione della nuova Costituzione della V Repubblica. Michel Debré, che coordina i lavori, è un anziano consigliere di Stato, come Georges Pompidou, suo successore a Matignon.
Le relazioni tra il Consiglio e il generale De Gaulle durante i primi anni, contraddistinti dalla guerra d'Algeria, sono spesso tesi, perfino pessimi. Infatti, se la decisione (arrêt) “Rubin de Servens (Conseil d'État, 2 marzo 1962) riconosce al Capo dello Stato la possibilità di esercitare il potere legislativo, secondo l'articolo 16 della Costituzione (pieni poteri) senza controllo del Consiglio di Stato, la decisione (arrêt) Canal, Robin, et Godot (Conseil d'État, 19 ottobre 1962) annulla delle misure prese dal Presidente nel quadro dei poteri speciali conferiti dalla legge referendaria del 13 aprile 1962, assimilandoli a ordinanze, sottoposte alla giurisdizione del giudice amministrativo: in tal modo, venne annullata l'ordinanza istitutiva di una corte militare speciale per fronteggiare le rivolte dell’Algeria, in quanto la mancanza di un’istanza di appello era «contraire aux principes généraux du droit». Ancor più gravemente, l'Assemblea generale del Consiglio di Stato (in sede consultiva) d'accordo con la maggioranza della dottrina, giudica illegale l'uso dell'articolo 11 per inserire nella costituzione l'elezione del Presidente della Repubblica con suffragio diretto. Il parere, avente natura confidenziale e riservato al Governo, venne pubblicato dalla stampa. De Gaulle passò oltre e prese subito in considerazione una profonda riforma del Consiglio, progetto che fu tuttavia abbandonato, limitandosi ad introdurre la «double affectation» per la quale i consiglieri di Stato esercitano in modo coacervato sia le funzioni consultive che quelle giurisdizionali.
Nel 1987 sono state create le Corti amministrative d'appello, secondo grado di giurisdizione tra i tribunali amministrativi e il Consiglio di Stato, per alleggerire il carico di quest'ultimo. Per molti affari, le sezioni giurisdizionali del Consiglio di Stato intervengono solo per la cassazione. Nello stesso tempo i magistrati dell'ordine amministrativo ottengono, per assicurare la loro indipendenza, garanzie assimilabili a quelle dei magistrati dell'ordine giudiziario, e in particolare l'inamovibilità.
Nell'esercizio della funzione consultiva del governo, il Consiglio ha reso negli ultimi anni importanti decisioni su questioni d'attualità, come quella del 27 novembre 1989 sui segni di appartenenza a una comunità religiosa, prima decisione sulla questione del foulard islamico, o ancora quella del 22 agosto 1996 sul soggiorno degli stranieri non residenti nell'Unione Europea relativa alla vicenda dei «sans papiers» della chiesa di Saint-Bernard.

### Il personale del Consiglio di Stato
I membri del Consiglio di Stato formano un corpo di funzionari ripartiti in sei gradi: uditore di seconda classe, uditore di prima classe, maître des requêtes, Consigliere di Stato, Presidente di Sezione e Vicepresidente (queste ultime due categorie sono al vertice della carriera).
Gli uditori di seconda classe sono reclutati esclusivamente dalla Scuola Nazionale d'amministrazione. Il Consiglio di Stato è in genere scelto tra i migliori allievi meglio classificati, d'intesa con l'Ispettorato generale delle Finanze, e prima della Corte dei Conti e delle altre amministrazioni. Le nomine al grado di maîtres des requêtes sono effettuate per ¾ tra gli uditori della prima classe e per ¼ possono essere effettuate con un decreto del Presidente della Repubblica all'esterno, tra i funzionari aventi un'anzianità di servizio di almeno 10 anni nella pubblica amministrazione. Al grado di Consigliere di Stato, una nomina su tre può essere fatta, con decreto del Consiglio dei ministri, all'esterno tra le persone che hanno compiuto almeno 40 anni.
I membri del Consiglio di Stato non sono giuridicamente dei magistrati (a differenza dei membri della Corte dei conti) e non esercitano tale funzione (a differenza dei componenti delle Corti amministrative d'appello e dei tribunali amministrativi) ma sono dei funzionari. Il loro stato è meno garantito rispetto a quello generale dei pubblici funzionari, soprattutto per quanto riguarda i procedimenti disciplinari e le promozioni, che sono fatte esclusivamente a scelta.
Nondimeno, la prassi supplisce alle lacune dello statuto: infatti comporta, al fine di garantire l'indipendenza del Consiglio di Stato nei confronti del potere politico, che gli avanzamenti di carriera sono effettuati per anzianità e che non sono adottate sanzioni disciplinari nei confronti dei membri del Consiglio di Stato, salvo casi eccezionali.
La progressione per anzianità non vale però per le nomine a incarichi interni al Consiglio di Stato (quali il Commissario del Governo al contenzioso o Presidente di Sezione, persino quando queste funzioni corrispondono anche a dei gradi (Presidente di Sezione o Vicepresidente).

## Le principali decisioni del Consiglio di Stato francese
- 19 febbraio 1875:  Prince Napoléon : Abbandono della teoria dell'atto di alta politica (o motivo politico): esistono sempre degli atti di governo, ma non possono essere definiti semplicemente dall'esistenza di un motivo politico. Oggi il Consiglio di Stato considera come atto di governo gli atti che attengono al rapporto tra il potere esecutivo e quello legislativo e la guida delle relazioni internazionali.
- 6 novembre 1936:  Arrighi : Il Consiglio di Stato non controlla la legittimità costituzionale di una legge.
- 26 ottobre 1945: Aramu: Affermazione dell'esistenza dei principi generali del diritto.
- 30 maggio 1952: Dame Kirkwood: Un atto amministrativo deve essere conforme a un trattato.
- 1º marzo 1968: Syndicat général des fabricants de semoules de France: Il Consiglio di Stato si rifiuta di far prevalere un trattato sulla legge posteriore.
- 20 ottobre 1989: Nicolo: Il Consiglio di Stato disapplica ogni legge contraria a un accordo internazionale, rivedendo la propria precedente giurisprudenza del 1968 e allineandosi alla decisione della Corte di Cassazione nel caso «Jacques Vabre» del 1975 e dal Consiglio costituzionale (nella sua funzione di giudice elettorale) nell'arresto giurisprudenziale del 1988 sulle elezioni legislative in Val-d'Oise.
- 30 ottobre 1998: Sarran, Levacher et autres: La Costituzione è la norma suprema dell'ordinamento giuridico interno.